# Enrico Barbin
Enrico Barbin, né le 4 mars 1990 à Treviglio, est un coureur cycliste italien, professionnel entre 2013 et 2019.

## Biographie
En 2013, il passe professionnel chez Bardiani Valvole-CSF Inox.
Au mois de juillet 2016, il prolonge le contrat qui le lie à son équipe.
Fin 2019, il se retrouve sans équipe après la fin de son contrat avec Bardiani CSF et met un terme à sa carrière à 29 ans.

## Palmarès

### Palmarès amateur
- 2007
  - 2e des Tre Giorni Orobica
- 2008
  - 1re étape du Tour du Pays de Vaud (contre-la-montre par équipes)
  - 2e du Trophée de la ville de Loano
  - 3e des Tre Giorni Orobica
- 2010
  - Cirié-Pian della Mussa
- 2011
  - Trophée MP Filtri
  - 3e du Giro delle Valli Aretine
- 2012
  - Piccola Sanremo
  - 1re étape de Toscane-Terre de cyclisme
  - Gran Premio della Liberazione
  - Medaglia d'Oro Frare De Nardi
  - Trophée de la ville de San Vendemiano
  - Trofeo Alcide Degasperi
  - 6e étape du Baby Giro
  - 2e du Giro del Belvedere
  - 2e du Mémorial Angelo Fumagalli
  - 3e de la Coppa Fiera di Mercatale
  - 3e de la Coppa Cicogna
  - 3e du Trophée Matteotti espoirs
  - 3e de la Coppa della Pace
  - 3e du Giro del Valdarno
  - 3e du Tour de Lombardie amateurs
  - 3e du Gran Premio Calvatone

### Palmarès professionnel
- 2017
  - 6e étape du Tour de Langkawi

## Résultats sur les grands tours

### Tour d'Italie
5 participations 
- 2014 : 119e
- 2015 : abandon (17e étape)
- 2017 : 124e
- 2018 : 94e
- 2019 : abandon (14e étape)

## Classements mondiaux
| Année           | 2011 | 2012 | 2013 | 2014 |
| --------------- | ---- | ---- | ---- | ---- |
| UCI Asia Tour   |      |      | 280e |      |
| UCI Europe Tour | 619e | 30e  | 334e | 607e |